# Triyatno
Triyatno (n. 20 decembrie 1987, Metro⁠(d), Lampung, Indonezia) este un halterofil ce a reprezentat Indonezia, medaliat olimpic. A participat la 3 ediții ale Jocurilor Olimpice (2008, 2012, 2016) în care a câștigat o medalie de argint și o medalie de bronz.